# ぼくの生まれた日
- ドラえもん > 短編漫画（一覧） > ぼくの生まれた日
- ドラえもん > 映画 > 原作短編 > ぼくの生まれた日

「ぼくの生まれた日」（ぼくのうまれたひ）は、漫画『ドラえもん』の短編エピソードのひとつ（1972年発表）。本作を原作としてテレビアニメが3つ、アニメ映画が2つ作られている。

## 漫画
1972年7月に『小学四年生』8月号にて藤子不二雄名義で発表された。藤本弘による単独執筆作。『ドラえもん』の題名のみでエピソード名はなし。全10頁。全69コマ。両親からひどく叱られ「ぼくはこの家のほんとの子じゃないんだ」と考えたのび太が、タイムマシンで自分が生まれた日を見に行く物語。タイムマシンに乗り込んだドラえもんの台詞は「昭和三十七年八月七日でいいんだね。」（昭和37年は雑誌発売の10年前）。
1974年8月発売のてんとう虫コミックス2巻に収録された際に「ぼくの生まれた日」のエピソード名が付けられた。加筆・修正が行われ、全73コマの作品となった。タイムマシンに乗り込んだドラえもんの台詞は「昭和三十九年八月七日でいいんだね。」（太字は変更箇所。昭和39年は単行本発売の10年前）。
1985年3月発行の藤子不二雄ランド10巻に収録された。タイムマシンに乗り込んだドラえもんの台詞は「10年前の八月七日でいいんだね」（中央公論社の規定により末尾の「。」がなくなる）。
2009年8月発行の藤子・F・不二雄大全集2巻に収録された。タイムマシンに乗り込んだドラえもんの台詞は「昭和三十七年の八月七日でいいんだね。」。編集方針に従い初出時の「昭和三十七年」に戻されたが、余計な「の」が入ってしまっている。
デジタルカラー版
2014年1月に北米で発売された電子書籍『Doraemon』 Kindle Edition 5巻に収録された際に、デジタル彩色技術により全頁がフルカラーで着色された（エピソード名は「Noby's Birthday」）。タイムマシンに乗り込んだドラえもんの台詞は「August 7, 1962.」。
2015年7月に日本で発売された『ドラえもん』デジタルカラー版5巻は同電子書籍の日本語版である。タイムマシンに乗り込んだドラえもんの台詞は大全集と同様で「昭和三十七年の八月七日でいいんだね。」。

### 藤本没後の漫画

#### 田中道明版
2002年のアニメ映画化に伴い、新たに執筆された漫画が『別冊コロコロコミックSpecial』4月号（3月発売）に掲載された。「原作：藤子・F・不二雄」「まんが：田中道明」名義。単行本未収録。

## テレビアニメ
漫画を原作としたテレビアニメが3つ作られている。放送日とエピソード名は以下の通り。

### 「ぼくの生まれた日」（1979年）
7月4日放送。

### 「のび太誕生」（1989年）
12月22日放送。

### 「ぼくの生まれた日」（2008年）
4月25日放送。本作では、原作漫画にはない下記のオリジナル要素が追加された。
本作におけるのび太の名前の由来
病院の川沿いにある桜の木がのび太の名前の由来とされている。赤ちゃんができたと言われた日にのび助が仕事で訪れた際に木を見つけ、まだ寒い時期だったため、どんな花を咲かせるのかが気になり、その近所の病院にしたという。その桜の木は現存している。
のび太の誕生時の写真がないというエピソード
のび助は病院に行く直前にカメラを購入し、病院に着いた直後に生まれて間もないのび太の姿を撮影するが、その直後にそのカメラを川の中に落としてしまった。しかし、のび助は赤ちゃんののび太を徹夜でスケッチしたため、そのスケッチブックが残っていた。

## アニメ映画（2002年）
2002年3月9日に、劇場用アニメ映画『ぼくの生まれた日』として公開された。同時上映の長編作品は『ドラえもん のび太とロボット王国』。
渡辺歩が監督する『映画ドラえもん』の中編シリーズ五部作の最終作である。
本作はこれまでの感動短編作品の中でも特に美術背景に力が入っており、のび太が生まれた時代の風景がリアルに描写されている（例として、建設途中の高速道路やその周辺の区画整理される前の下町、病院内の様子などが挙げられる）。
映画終盤でドラえもんとのび太が傘をさして雨が降る町の中を走るシーンがあるが、二人の通る道にそれぞれ過去の感動中編作品を思い出させるような風景が存在する。また、最初の方でジャイアンの家（剛田商店）が映るシーンがあるが、看板や細部は「がんばれ!ジャイアン!!」とほとんど同じ設定で描かれている。
- シーソーのある公園 - 帰ってきたドラえもん（シーソーは別れの晩に二人で乗った）
- 坂道 - おばあちゃんの思い出（おばあちゃんと最初に会った坂）

町内の坂道や起伏の表現は過去の映画ドラえもん感動作品や後に本作品監督の渡辺歩が手がける映画『パーマン』2作と『ドラえもん のび太の恐竜2006』『ドラえもん のび太と緑の巨人伝』でも使われている。
また、のび太の名前の由来にまつわるエピソードをさらに膨らませたアレンジ（原作漫画ではのび助と玉子の二人の会話でしか描かれていない）や、エンドロール前のラストシーンなど、家族の絆も深く描かれている。さらに、しずか・スネ夫・ジャイアンが親に何かと気遣われている場面を目撃した家出中ののび太が落ち込むシーンがあるが、エンドロールで彼らがのび太の誕生日プレゼントを用意していたことが明かされる。
大長編ドラえもんの第一作『ドラえもん のび太の恐竜』から長年音楽を担当していた菊池俊輔がこの作品を最後に映画シリーズの担当を勇退した（アニメの方は第一期が終了する年の2005年3月まで担当）。
雨が降っている中家出したのび太が町を歩いて行くシーンは、渡辺監督が小学五年生の時に家出した際の情景がそのまま使われているという。

### あらすじ
のび太は自身の誕生日である8月7日を迎えた今日、カレンダーに花丸で目印をしたその日付を見ながら浮かれ気分で両親からの祝いを待っていた。だがその期待とは裏腹に、やってきたママからは誕生日祝いどころか洗濯や宿題のことでいつも以上に注意されることに。それに不満を爆発させたのび太は「僕に指図するな」と強気に反抗し遊びを優先したことでママはおろかパパまでも怒らせ、２人から酷く叱られた挙げ句「あんたみたいな子はうちの子じゃない」とまで言われてしまう。傷心の余り涙を流すのび太は「自分は誰の子でもない」「誰からも愛されていないんだ」と思い込み、お気に入りの漫画など荷物をまとめてカレンダーの誕生日の花丸印をもぐちゃぐちゃに塗り潰し、ドラえもんに別れを告げて家出する。
そのまましずかちゃん・スネ夫・ジャイアン達に泊めてもらおうとするが、皆が親に大切にされているのを見てさらにショックを受ける。そこへのび太を探しに来たドラえもんが「ママとパパが心配しているから帰ろう」と諭すが、今日のことに加えて今までのこともあり、「今日は僕みたいなダメな子が生まれて皆ががっかりした日なんだ。僕なんて生まれてこなければ良かった」と自棄になり聞き入れようとしない。それにドラえもんは「ならそれを確かめに君の生まれた日へ行こう。本当に生まれたのが喜ばれていなかったら一生家へ帰らなくて済むようにデンデンハウスをあげるから」とのび太を説得。それを受け入れたのび太はドラえもんと共にタイムマシンで11年前の自分が生まれた日へと向かった。
自分が生まれた病院で、若き日の両親が自分の誕生を心から喜び、大きな期待と愛情を持ってくれていることを実感、自分が生まれた病院に植えられている大木が名前の由来であったことを知り、反省と感謝の気持ちでいっぱいになるのび太。しかしその大木は現代では既に切り落とされていたことを知ったのび太はその大木の前で泣き崩れる。しかし「この大切な大木をどうにかして残しておきたい」と思ったのび太は大木から生えた小枝を取り、河川敷にてお気に入りの漫画を土台にして小枝を植える。現代に戻り河川敷へ向かうと、植えた小枝が11年もの長い年月をかけて立派な大木へと育っていた。そこにのび太を心配して探しにきてくれていたパパとママが現れる。
心から謝るのび太とそれを優しく受け止めるパパとママ、その3人の家族の輪の中に入るドラえもん。パパとママは切れたはずの大木を眺める。そして、葉音を聞いてのび太の生まれた日を思い出す。のび太は「僕が生まれてよかった？」と聞くとパパもママも「よかった」と答えるので安心するのだった。
エンディングでのび太の家ではしずか・スネ夫・ジャイアンがのび太に誕生日プレゼントを渡すために待っていた。のび太は裏切られたわけではなかったと安心し皆に感謝する。その後、みんなで誕生パーティーを行った。パーティー終了後、決意を新たにしたのび太は両親から心配されつつも夏休みの宿題を一晩中行う。そしてあの大木の根元には、土台となったのび太の漫画が紛れていた。

### 本作におけるのび太の名前の由来
本アニメ映画（2002年のアニメ映画）では、玉子が出産時に入院した病院の中庭に生えていた大木がのび太の命名の由来という原作漫画にはないオリジナル要素が描かれた。この大木は後に東京都の土地区画整理事業によって伐採され、のび太の少年期には現存しない（病院も移転もしくは閉鎖され、周辺一帯が東京都所有の更地となっている）。しかし自分のルーツともなった大木が失われることを惜しんだのび太によって若枝の一部が川原の土手に挿し木され、10年後（のび太は小学5年生なので、正確には11年後）には元の大木のように成長している姿が確認されている。

### キャスト
のび太
声 - 小原乃梨子
本作の主役。誕生日に浮かれるあまりに親の忠告を無視した挙句怒られてしまい家出を決意。「僕なんか生まれなくても誰も困りはしない」と心まで傷つき、ドラえもんの説得で自分の生まれた日に向かう。そして、やがて自分が生まれたのに意味があることに気づくが、同時に未来で思いがけないことが起こりえることを確信する。
ドラえもん
声 - 大山のぶ代
家出したのび太を説得し、彼の生まれた日に向かう。
玉子
声 - 千々松幸子
のび太の母。冒頭で忠告を無視したのび太を叱る。若い頃は現在より髪が長かった。
のび助
声 - 中庸助
のび太の父。玉子と共にのび太を叱る。若い頃は今と比べて落ち着きのない性格だったが、怒りやすい性格は現在と変わらない。
しずか
声 - 野村道子
母と共にデパートに買い物にでかける。エンディングではのび太にハート型のブローチをプレゼントする。
スネ夫
声 - 肝付兼太
母の手作りスパゲッティを食べながらプラモデルを作る。エンディングではのび太に完成したプラモデルをプレゼントする。
ジャイアン
声 - たてかべ和也
母に配達を頼まれて小遣いをもらう。エンディングではのび太に小遣いで買った麩菓子をプレゼントする。
しずかのママ
声 - 松原雅子
スネ夫のママ
声 - 横尾まり
ジャイアンの母
声 - 青木和代
看護婦1
声 - 佐藤ゆうこ
看護婦2
声 - 松本さち
三輪車の親子
スペシャルおいかけ号に乗っていたのび太とドラえもんを笑うが突然消えたので驚く。

### 登場するひみつ道具
スペシャルおいかけ号
三輪車に良く似ている道具。透明化や嗅覚機能、さらに電車並みのスピードで走るなど様々な機能を持つ。
どこでもドア
故障していたため使用不能。
タケコプター
どこでもドア同様、同じ理由で使用不能。
声まねリップ
口紅のような道具。付けると他人の声を真似できる。
エレベートボタン
エレベーターのボタンのような道具。押すと上下に移動が可能。

### スタッフ
- 原作 - 藤子・F・不二雄
- 監督・作画監督 - 渡辺歩
- 脚本 - 藤本信行
- 美術監督 - 明石聖子
- 撮影監督 - 熊谷正弘
- 録音監督 - 浦上靖夫
- 音楽 - 菊池俊輔
- 効果 - 横山正和
- 編集 - 岡安肇
- 動画チェック - 川崎孝二
- 動画チェック補 - 長島崇
- 色彩設計 - 吉岡美由紀
- 原画 - 尾鷲英俊、丸山宏一、金子志津枝、加来哲郎、大城勝、千葉ゆみ、福本勝、大杉宜弘、鈴木大司
- 動画 - 角田恵子、平間久美子、西本真弓、橋本聡之、大野順子、高野弘基、児玉亮、森下智美、寺田眞佐子、石川麻実
- 仕上 - 岩切当志子、吉田美夜子、土屋裕美、石川香織、高木小百合、西脇好美、相馬恵子、松井めぐみ、生嶋路子、佐々木恵子
- 特殊効果 - 橋爪朋二
- リスマスク - マキ・プロ
- タイトル - 道川昭
- 背景 - 中村隆、阿部真由美、鈴木朗、高崎あゆみ、沢登由香、榊枝利行、新井由華、越膳滝美
- 撮影 - 倉田佳美、木次美則、小川滋見、丸橋勢津子、大神洋一、伊勢久美子
- 編集 - 小島俊彦、中葉由美子、村井秀明、川崎晃洋、三宅圭貴
- 音響制作 - オーディオプランニングユー
- 音響制作デスク - 山口さやか、加藤知美
- レコーディングスタジオ - APUスタジオ
- ミキサー - 田中章喜、田口信孝
- デジタル光学録音 - 西尾曻
- ドルビーフィルムコンサルタント - 河東努、森幹生
- 現像 - 東京現像所
- 制作担当 - 松土隆二
- 制作デスク - 別紙直樹
- プロデューサー - 市川芳彦、岩本太郎、梶淳
- チーフプロデューサー - 増子相二郎、木村純一
- 制作協力 - 藤子プロ、ASATSU-DK
- 制作 - シンエイ動画、小学館、テレビ朝日

### 主題歌
- 「キミに会いたくて」

作詞・作曲・編曲・歌 - 小坂明子

## アニメ映画（2020年）
2020年に、劇場用3Dアニメ映画『STAND BY ME ドラえもん 2』（11月20日公開）内のエピソードのひとつとして映画化された。